# Decapterus
Decapterus es un género de peces perteneciente a la familia Carangidae. El género fue descrito científicamente por primera vez en 1851 por Pieter Bleeker.

## Especies
- Decapterus akaadsi (Abe, 1958)
- Decapterus koheru (Hector, 1875)
- Decapterus kurroides (Bleeker, 1855)
- Decapterus macarellus (Cuvier, 1833)
- Decapterus macrosoma (Bleeker, 1851)
- Decapterus maruadsi (Temminck & Schlegel, 1843)
- Decapterus muroadsi (Temminck & Schlegel, 1844)
- Decapterus punctatus (Cuvier, 1829)
- Decapterus russelli (Rüppell, 1830)
  - sinónimo: Decapterus lajang (Bleeker, 1855)
  - sinónimo: Decapterus tabl (Berry, 1968)
- Decapterus scombrinus (Valenciennes, 1846)